# Rynek w Wittenberdze

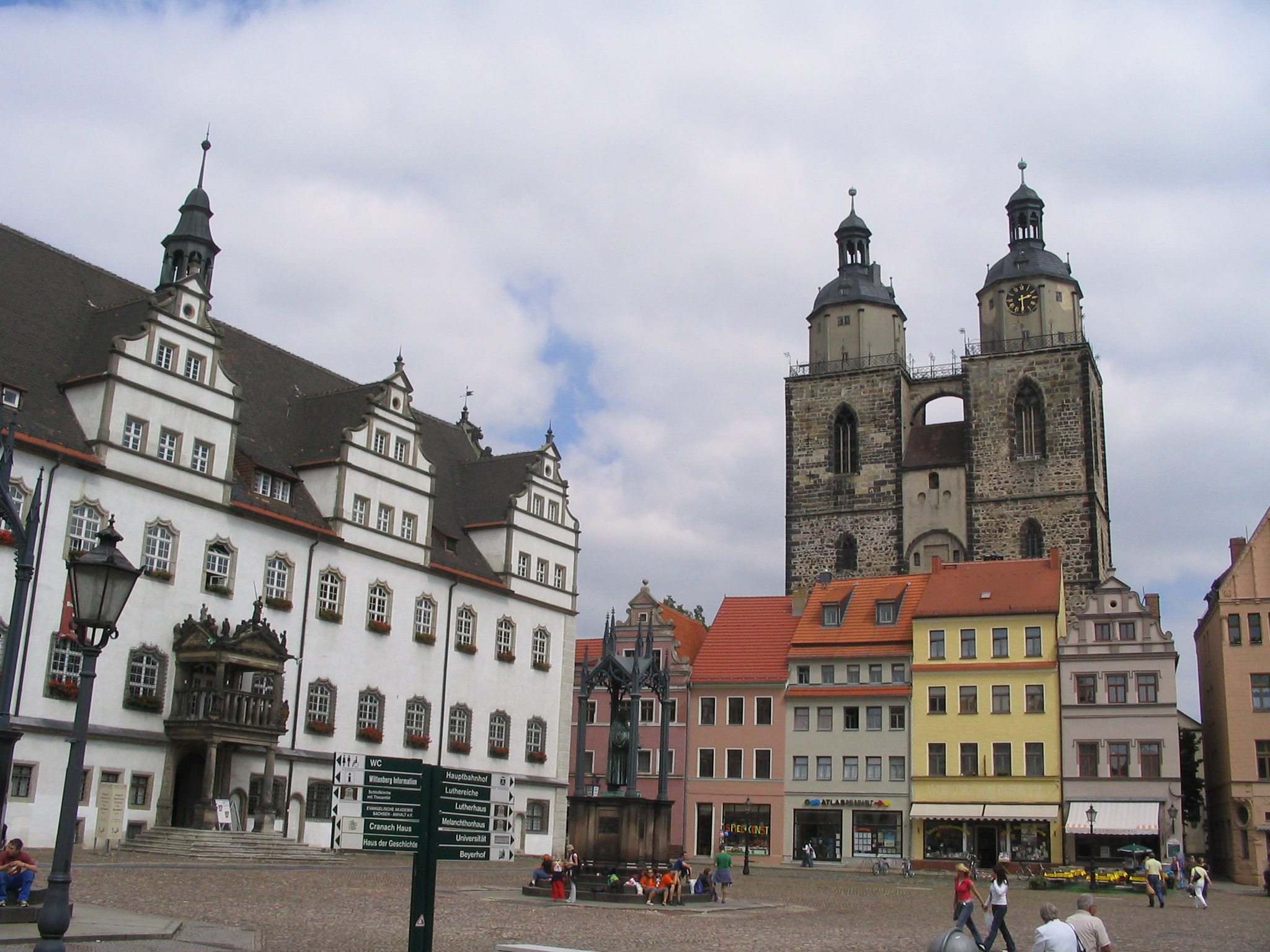
Rynek w Wittenberdze, widok na ratusz, pomnik Marcina Lutra. W głębi wieże kościoła NMP

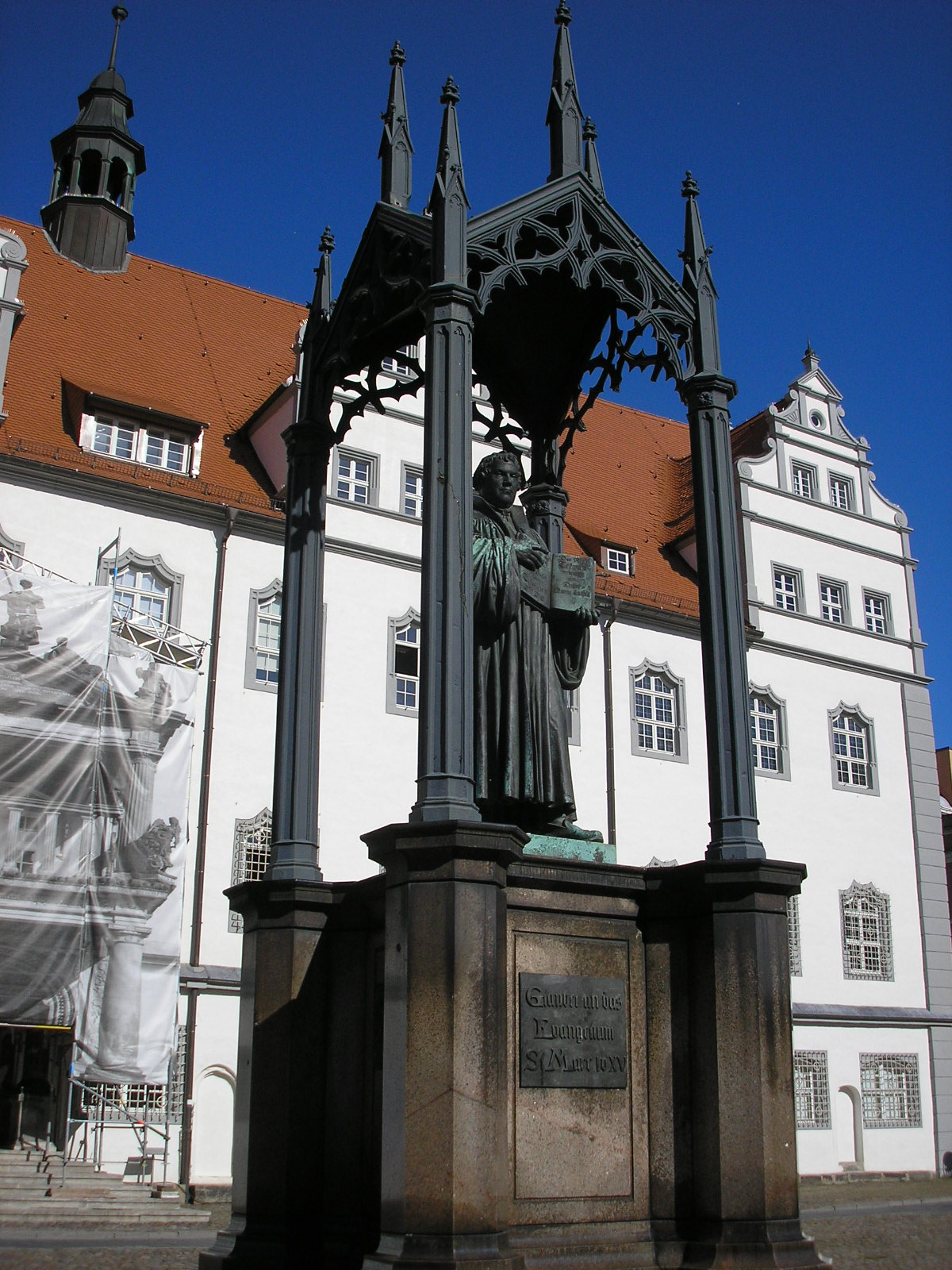
Pomnik Marcina Lutra

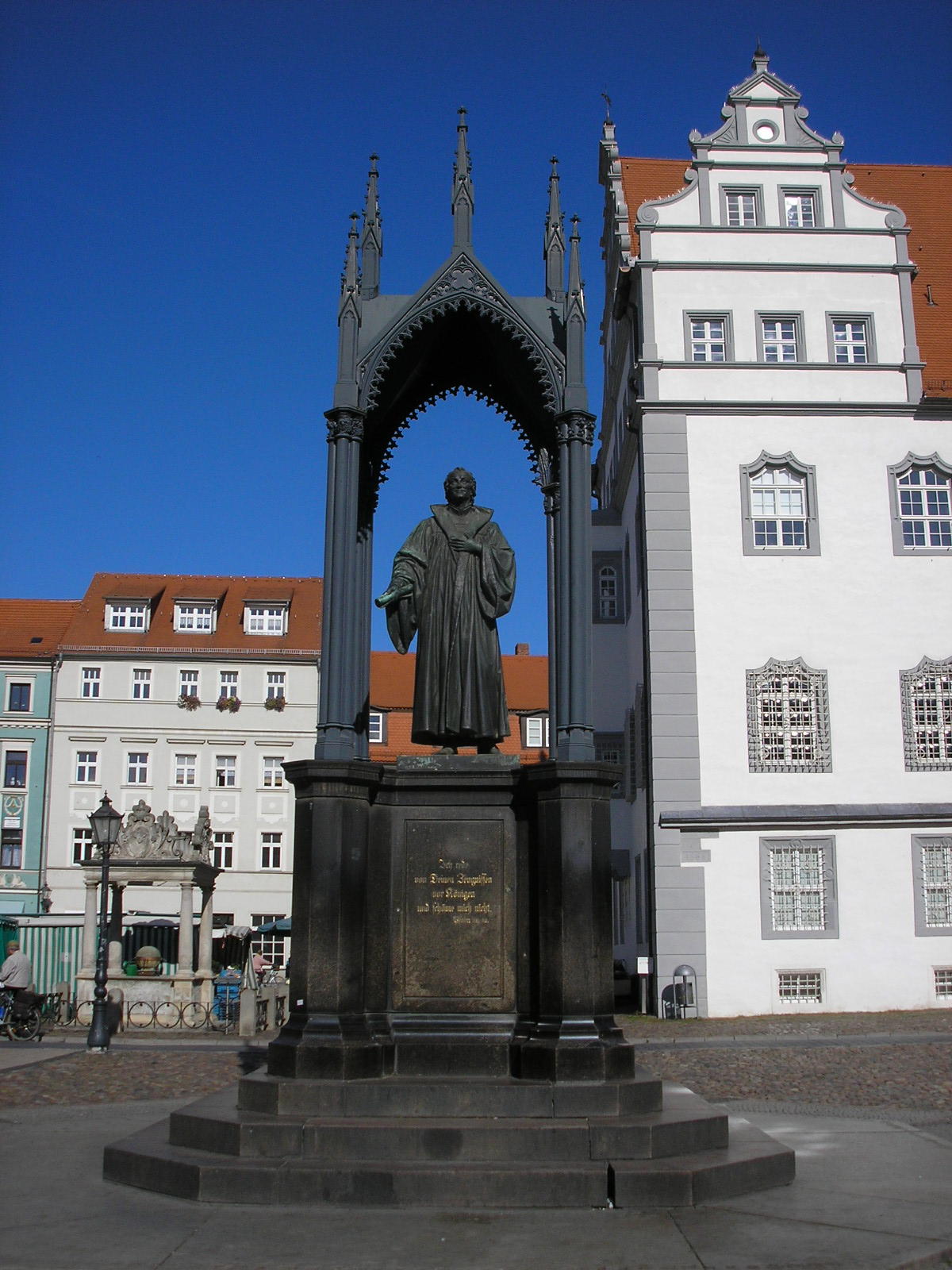
Pomnik Filipa Melanchtona

Rynek w Wittenberdze (niem. Martkplatz) – główny plac historycznej części miasta Wittenberga (Saksonia-Anhalt, Niemcy).
Plac ten powstał w dobie lokacji miasta w XIII wieku. Założony został na planie nieregularnego czworokąta, z którego wychodzi siedem ulic, w tym od strony zachodniej dwie ulice (obecne Coswiger Straße i Schloß Straße), które stanowią oś urbanistyczną łączącą plac z dawnym zamkiem. Rynek jest otoczony zabudową z XVIII-XIX wieku, która zastąpiła dawne domy mieszczańskie. Po północnej stronie placu znajduje się renesansowy ratusz, który zastąpił dawny gotycki z XV wieku. Zbudowany został w latach 1523–1535 pod kierunkiem Konrada Krebsa, rozbudowany w 1541 roku m.in. przez Lucasa Cranacha Starszego. Po 1760 roku, kiedy miasto zdobyły wojska pruskie, znajdował się tam lazaret. Rozbudowany został w latach 1926–28.
Przed ratuszem znajdują się dwa pomniki reformatorów – Marcina Lutra (1483–1546) oraz Filipa Melanchtona (1497–1560). Figura Lutra jest dziełem Johanna Gottfrieda Schadowa, natomiast neogotycki postument z baldachimem wykonał berliński architekt Karl Friedrich Schinkel. Dzieło zostało wykonane w 1821 roku. Pomnik Melanchtona powstał w 1861 roku i jest dziełem Friedricha Drakego i Johanna Heinricha Stracka. Pomimo różnicy czasowej oba pomniki są do siebie bardzo podobne, podyktowane to było ideowym odniesieniem do pierwszych krzewicieli wiary ewangelickiej.
Tuż za wschodnią pierzeją rynku znajduje się kościół NMP. Gotycki, trójnawowy kościół w typie halowym z dwuwieżową fasadą (hełmy wież z XVII wieku) znany jest już od XII w. Świątynię rozbudowano w XIV wieku, powiększono w następnym stuleciu (m.in. dobudowano zespół późnogotyckich portali do naw bocznych). Wewnątrz najważniejszym zabytkiem jest ołtarz główny z obrazami Cranachów: Starszego i Młodszego, jedno z pierwszych dzieł protestanckiego malarstwa tablicowego. Jest to tryptyk, gdzie w głównej części znajduje się przedstawienie Ostatniej Wieczerzy, na bocznych skrzydłach przedstawienia sakramentów chrztu i spowiedzi. Na rewersach przedstawienia Filipa Melanchtona oraz Jana Bugenhagena, a w predelli scena ukazująca nauczającego Lutra. Brązowa chrzcielnica z 1457 roku jest dziełem Piotra Vischera, ponadto wewnątrz zachowały się obrazy epitafijne ze scenami biblijnymi pędzla Ł. Cranacha Młodszego. Tutaj w 1521 roku Andreas Bodenstein oraz Justus Jonas odprawili pierwsze w Niemczech nabożeństwa luterańskie.